# Vendresse-Beaulne
Vendresse-Beaulne település Franciaországban, Aisne megyében. Lakosainak száma 99 fő (2022. január 1.). Vendresse-Beaulne Bourg-et-Comin, Braye-en-Laonnois, Cerny-en-Laonnois, Moulins, Moussy-Verneuil, Paissy és Pancy-Courtecon községekkel határos.

## Népesség
A település népessége az elmúlt években az alábbi módon változott:
| Lakosok száma | 131  | 95   | 83   | 113  | 116  | 111  | 102  | 97   | 94   | 99   |
|               | 1968 | 1982 | 1990 | 2006 | 2013 | 2015 | 2017 | 2019 | 2020 | 2022 |